# Otomops johnstonei
Otomops johnstonei (Kitchener, How, & Maryanto, 1992) è un pipistrello della famiglia dei Molossidi endemico di una delle Piccole Isole della Sonda.

## Descrizione

### Dimensioni
Pipistrello di medie dimensioni, con la lunghezza della testa e del corpo di 79,4 mm, la lunghezza dell'avambraccio di 60 mm, la lunghezza della coda di 43,7 mm, la lunghezza del piede di 11,9 mm, la lunghezza delle orecchie di 31,1 mm e un peso fino a 19,5 g.

### Aspetto
La pelliccia è moderatamente lunga. Le parti dorsali sono marroni scure mentre le parti ventrali sono più chiare. La base dei peli è ovunque bianca. Sulle spalle è presente una macchia triangolare giallo-brunastra, mentre una sottile striscia grigia scorre lungo i fianchi all'attaccatura di ogni ala. Le orecchie sono lunghe, arrotondate, connesse alla base da una banda di pelle ricoperta di peli, la quale forma una sacca superficiale giusto sopra il naso. Il margine interno è ricoperto da 11-14 piccole formazioni cornee. L'antitrago è prominente, mentre il trago è piccolo. Il labbro superiore è sporgente e fornito di una frangiatura di corti peli spessi. La coda è lunga e fuoriesce per meno della metà dall'uropatagio.

## Biologia

### Comportamento
Probabilmente si rifugia all'interno delle cavità degli alberi.

### Alimentazione
Si nutre di insetti.

## Distribuzione e habitat
Questa specie è conosciuta soltanto attraverso un individuo maschio adulto, catturato nel 1991 presso il villaggio di Desa Apui, sull'isola di Alor, nelle Piccole Isole della Sonda, Indonesia ed ora conservato presso il Western Australian Museum di Perth con numero di catalogo WAM M37986.
L'unico esemplare è stato catturato a 700 metri di altitudine.

## Conservazione
La IUCN Red List, considerato che questa specie è conosciuta soltanto dall'olotipo e non ci sono informazioni circa la popolazione, l'areale e le eventuali minacce, classifica O.johnstonei come specie con dati insufficienti (DD).